# 12979 Евгалвасильєв
12979 Евгалвасильєв (12979 Evgalvasilʹev) — астероїд головного поясу, відкритий 26 вересня 1978 року.
Тіссеранів параметр щодо Юпітера — 3,587.